# مورچه‌مرغ سربی
مورچه‌مرغ سربی (نام علمی: Myrmeciza hyperythra) نام یک گونه از خانواده مورچه‌مرغ است.